# Bacayao Norte
Bacayao Norte is een van de 31 barangays ('wijken') van de Filipijnse stad Dagupan City.
Bacayao Norte ligt in cluster 4 van de 5 clusters barangays in het zuiden van de stad op zo'n 1,3 kilometer van het business district van de stad. De barangay had tijdens de officiële telling van 2000 1566 inwoners verdeeld over 289 huishoudens op een oppervlakte van 7,65 km². Bij de census van 2007 was het aantal inwoners gegroeid tot 2176.
De barangay wordt gegrensd door de barangays Pogo Chico in het noorden, Herrero en Moyombo in het noordoosten, Caranglaan in het zuidoosten, Lasip Grande en Bacayao Sur in het noordwesten en Pogo Grande in het westen.

## Bron
1. ↑  Persbericht van het National Statistics Office met de resultaten van de Census van 2007